# Ерувил Сен Клер
Ерувил Сен Клер (фр. Hérouville-Saint-Clair) град је у Француској, у департману Калвадос.
По подацима из 1999. године број становника у месту је био 24.025.

## Демографија
| 1962. | 1968. | 1975.  | 1982.  | 1990.  | 1999.  | 2011.  |
| ----- | ----- | ------ | ------ | ------ | ------ | ------ |
| 1.784 | 9.041 | 23.712 | 24.298 | 24.795 | 24.025 | 21.360 |

## Партнерски градови
- Гарбзен